# Henrykowo (Warkały)
Henrykowo – osada wsi Warkały w Polsce, położona w województwie warmińsko-mazurskim, w powiecie ostródzkim, w gminie Miłakowo. 
W latach 1975–1998 Henrykowo administracyjnie należało do województwa olsztyńskiego.

## Historia

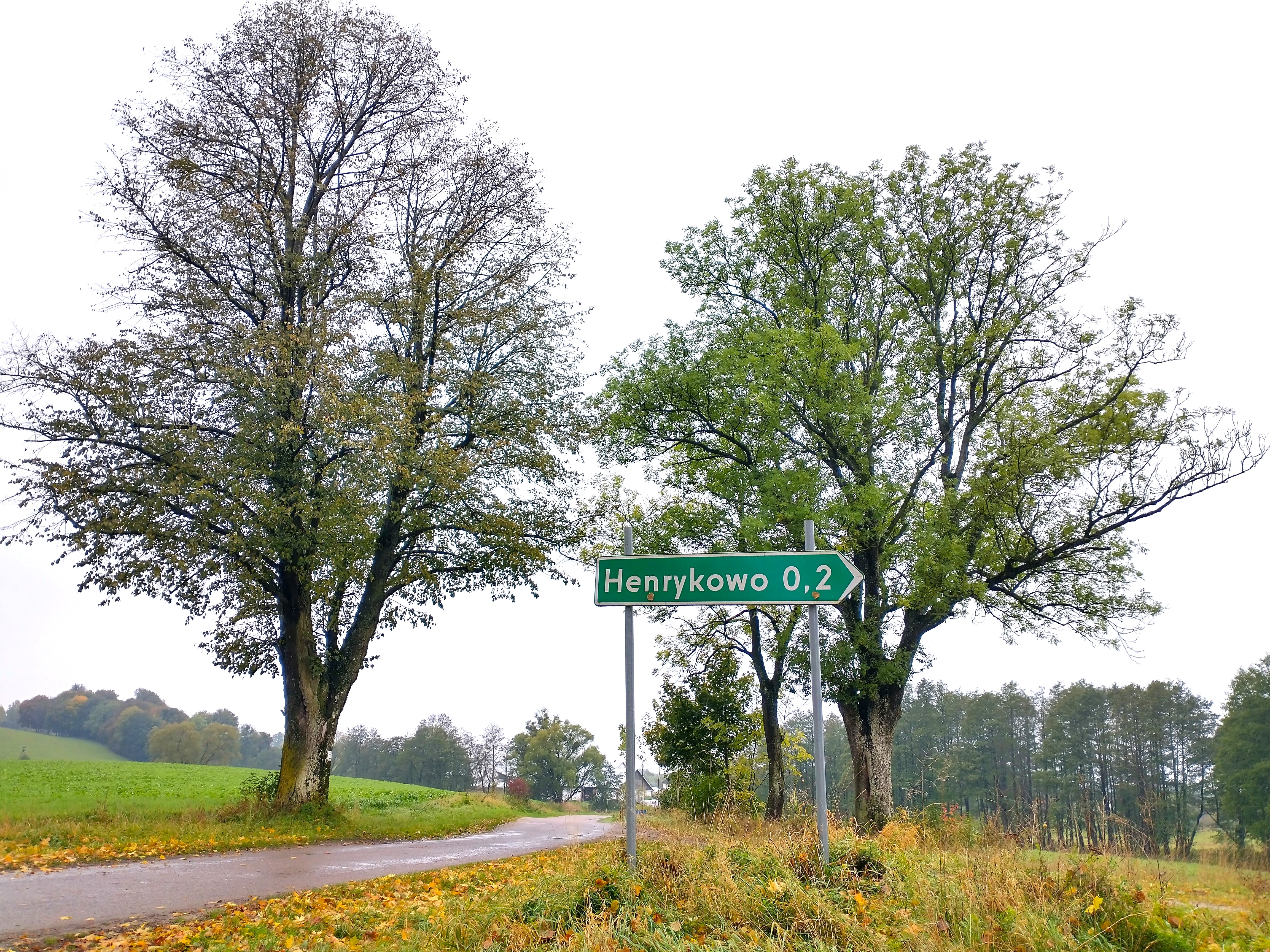
Rozdroże w Henrykowie

Wieś lokowana w 1351 r. na 27 włókach na prawie chełmińskich, kiedy komtur Günter von Hohenstein nadał Prusom, braciom: Henrykowi, Hermanowi, Pomensowi, Windikowi, Gedikowi ziemię, celem założenia wsi rycerskiej, z obowiązkiem służby zbrojnej oraz prawem połowu ryb na własne potrzeby w pobliskim jeziorze. Nazwę wieś wzięła od imienia najstarszego z braci. Nadanie Prusom wsi na prawie chełmińskim a nie pruskim było wyjątkowe w tym czasie. W czasie wojny polsko-krzyżackiej z lat 1410-1414 wieś została w dużym stopniu zniszczona. Według danych z 1515 r. we wsi było dwóch wolnych Prusów: Piotr i Filip z Henrykowa. W 1540 roku we wsi było siedmiu wolnych i jeden zagrodnik. W 1579 r. wieś należała do parafii w Mańkach i obejmowała 26,5 włóki. W tym czasie we wsi było ośmiu wolnych, jeden zagrodnik i jeden pastuch. Wolni posiadali po 2-4,5 włoki.
W roku 1603 wieś obejmowała 36 włók i 9 mórg ziemi. W 1606 r. wolni z Henrykowa, Tomaszyna i Witułt kierowali skargę do elektora na burgrabiego z Olsztynka, który odebrał im dawniej przyznane prawo warzenia piwa. Według danych z 1614 r. była to wieś wolnych o powierzchni 26,5 włoki. Jeszcze do początków XVIII w. we wsi było dziewięciu wolnych kmieci. W 1783 r. Henrykowo było wsią królewską na prawie chełmińskim z 13 domami. W 1820 r. we wsi było 8 domów, natomiast dane z 1861 r. informują o 95 mieszkańcach. 
W 1925 r. wieś obejmowała 456 ha ziemi a mieszkało w niej 121 osób. Według z pisu z 1939 r. w Henrykowie mieszkało 100 osób.